# Oeiras do Pará
Oeiras do Pará é um município brasileiro do estado do Pará. Localiza-se a uma latitude 02º00'11" sul e a uma longitude 49º51'16" oeste, estando a uma altitude de 2 metros. Sua população estimada em 2016 era de 31.257 habitantes. Possui uma área de 3931,859 km².
Localizada ao norte do Pará, na microrregião de Cametá, limitando-se ao norte com o rio Pará, a oeste com Bagre, ao sul com os municípios de Mocajuba e Baião e a leste com Limoeiro do Ajurú e Cametá. Segundo o IBGE, a população oeirense está estimada em 23.252 habitantes. Desses habitantes, 34,31% vivem na zona urbana e 65,69%, na zona rural. O município ainda tem como atividades econômicas básicas o extrativismo vegetal (madeira, açaí e palmito) e animal (pescado e mariscos), e a agricultura familiar de subsistência, com o cultivo da mandioca da qual se extrai a farinha, elemento básico da alimentação do povo.
A Reserva Extrativista Arioca Pruanã é uma unidade de conservação federal criada por Decreto Presidencial em 16 de novembro de 2005 numa área de 83.445 hectares de floresta do município de Oeiras do Pará. É administrada pelo Instituto Chico Mendes de Conservação da Biodiversidade (ICMBio).